# ニコライ・ルガンスキー
ニコライ・ルヴォーヴィチ・ルガンスキー（英語: Nikolai Lvovich Lugansky, ロシア語: Николай Львович Луганский,  1972年4月26日 モスクワ - ）はロシアのピアニスト。

## 経歴
1972年、旧ソ連のモスクワ生まれ。父は物理学、母は化学の研究者である。5歳からピアノを弾きはじめる。1979～1990年、モスクワの中央音楽学校でT. E. ケストネルの下で学び、その後モスクワ音楽院に入学してタチアナ・ニコラーエワ、セルゲイ・ドレンスキーの下で学び、1995年に卒業する。引き続き研究科に進んでドレンスキーの下で学び、1997年に卒業する。1998年より母校のモスクワ音楽院でドレンスキーの助手として教え始め、現在も同音楽院で教鞭をとっている。ルガンスキーはモスクワ・フィルハーモニーのソリストとして、ロシア功労芸術家とロシア人民芸術家(2013年)受賞時に登場している。

## 演奏
安定した演奏技巧と豊かな情緒が特徴的で、とりわけラフマニノフ作品の解釈で知られる。

## コンクール歴
1994年のチャイコフスキー国際コンクールピアノ部門における（1位なしの）2位を頂点に、数々の世界的な音楽コンクールで優れた成績を残す。1992年にザルツブルク・モーツァルテウムより最優秀ピアニストとして表彰された。